# Malý Choč
Malý Choč (1465 m n. m.) je hora v Chočských vrších na Slovensku v Žilinském kraji, okrese Ružomberok v extravilánech katastrálního území obcí Lúčky a Lisková. Nachází se v jihovýchodní rozsoše Velkého Choče (1608 m), od kterého je oddělena sedlem Vráca (1422 m). Rozsocha dále pokračuje směrem k vrcholům Turnianska Magura (1085 m) a Smrekov (1028 m), za nimiž přes několik nižších vrcholů klesá do údolí Váhu. Jihozápadní svahy hory klesají do údolí potoka Turík, severovýchodní do údolí Žimerova potoka. Celá oblast je chráněna v rámci přírodní rezervace Choč.

## Přístup
- po červené značce z vrcholu Velký Choč nebo z obce Lúčky, ze sedla Vráca nutno pokračovat po neznačené pěšině na vrchol